# Adams Key
Adams Key est une île des Keys, archipel des États-Unis d'Amérique située dans l'océan Atlantique au sud de la péninsule de Floride. Elle se trouve dans le parc national de Biscayne.